# إيزولا ديل جيجليو
جزيرة اليالية أو (نقحرة: إيزولا ديل جيجليو) (بالإنجليزية: Isola del Giglio)‏، نطق (الإيطالية: ˈiːzola del ˈdʒiʎːo)، هي جزيرة و (بلدية) إيطالية، تقع في بحر طرانة، قبالة ساحل تُسكانة، وهي جزء من مقاطعة غروسيتو. تعد الجزيرة واحدة من سبع جزر تشكل أرخبيل توسكان، وتقع داخل حديقة أرخبيل توسكانو الوطنية. جيجليو تعني «الزنبق» باللغة الإيطالية، وعلى الرغم من أن الاسم سيظهر متسقًا مع شارات جمهورية فلورنسا، فإنه مستمد من "Aegilium"، «جزيرة الماعز»، وهي حرف لاتيني للكلمة اليونانية عن «الماعز الصغير» (اليونانية القديمة: Aigýllion ، νον).

## السكان
في سنة 1861 بلغ عدد السكان 1٬920 نسمة، وتطور العدد ليصل في سنة 2011 لـ 1٬418 نسمة.
يظهر هذا المخطط البياني تطور النمو السكاني لـ جزيرة اليالية